# Busō Shōjo Machiavellism
Busō Shōjo Machiavellism (武装少女マキャヴェリズム, Busō Shōjo Makyaverizumu, litt. « Machiavélisme de fille armée ») est une série de manga écrite par Yūya Kurokami et illustrée par Karuna Kanzaki. Le manga a été publié dans le magazine de prépublication de manga de Kadokawa Monthly Shōnen Ace depuis mars 2014 à juin 2022. Une adaptation en série télévisée d'animation par les studios Silver Link et Connect était diffusée entre avril et juin 2017,.

## Intrigue
Fudō Nomura est un étudiant qui a été expulsé de son ancienne école à cause d'une violente bagarre. Il veut une vie libre, mais le nouveau lycée où il est transféré est l'Institut Privé correctionnel Aichi, un lieu où les filles disciplinent les garçons avec des armes pour les corriger après que l'établissement soit devenu mixte il y a quelques années. Un groupe d'auto-défense de cinq personnes appelé les « Cinq Épées Célestes » font régner l'autorité dans toute l'école. Rin Onigawara, l'une des Cinq Épées, pointe sa lame sur Nomura pour céder aux règles ou quitter l'école. À ce stade, Nomura défie les Cinq Épées Célestes pour son propre droit et pour prouver une véritable morale malgré sa force brutale.

## Personnages

### Personnage principal
Fudō Nomura (納村 不道, Nomura Fudō)
Voix japonaise : Tasuku Hatanaka,
Le personnage principal. Nomura désire la liberté et n'aime pas être forcé de faire des choses contre sa volonté. Au cours d'une énorme bagarre, il a réussi à vaincre 40 personnes, il a ensuite été expulsé de son école précédente et a été transféré de force à l'Institut Privé correctionnel Aichi. Il utilise des gants résistant aux couteaux et sa technique de signature est la Balle spirituelle, un puissant coup de paume. Il prend pour but de récupérer les tampons des Cinq Épées Célestes dans un duel afin de pouvoir sortir librement du campus.

### Les Cinq Épées Célestes
Rin Onigawara (鬼瓦 輪, Onigawara Rin)
Voix japonaise : Yūki Takada,
L'héroïne principale. Rin est une épéiste renommée et mène les Cinq Épées Célestes. Elle est habituellement vue en train de porter son masque de démon et est également connue pour être sans merci au point que la plupart des étudiants transférés dans sa classe quittent l'école. Elle a des sentiments pour Nomura après qu'ils se soit embrassée accidentellement. Elle maîtrise des techniques de l'école Jikishinkage. Elle a des cheveux noirs coupés au carré et des yeux violets. Elle est généralement vêtue d'un uniforme bleu marine à manche longues, ne se changeant qu'une seule fois pour opter pour l'uniforme classique de l'école mais Nomura lui dira que son uniforme habituel lui va beaucoup mieux.
Mary Kikakujō (亀鶴城 メアリ, Kikakujō Meari)
Voix japonaise : Sayaka Kitahara,
Mary est une étudiante franco-japonaise aux cheveux blonds, bouclés et aux yeux bleu clair, dotée d'une grosse poitrine. Elle est membre des Cinq Épées Célestes. Elle utilise une rapière pour combattre. Mary s'y connaît bien en matière d'escrime de style occidentale, perçant avec précision les nerfs centraux de sa victime. Après son combat avec Nomura, elle changera d'avis sur lui, en admettant que tous les hommes ne sont pas des pervers, car il refuse de toucher ses seins malgré tous ses efforts pour l'inciter à toucher sa poitrine. Elle semble également avoir des sentiments pour lui. Chaque fois qu'elle est agacée ou agitée, elle a tendance à parler français et à traiter les autres de « petite bête ». Elle est souvent vue avec un livre qui semble être un dictionnaire français-japonais.
Warabi Hanasaka (花酒 蕨, Hanasaka Warabi)
Voix japonaise : Rina Hidaka,
C'est une jeune fille possédant comme animal de compagnie une ourse, celle-ci se bat avec un Katana. Ses techniques se rapprochent de certaines acrobaties réalisées au cirque. Elle est connue pour organiser les jeux Warabinpiques pour corriger certains étudiants. Elle possède de longs cheveux blonds lisse qu'elle attache en une longue queue-de-cheval, à l'aide d'un ruban rose. Elle a les yeux bleus. Elle est vêtue d'un uniforme classique, agrémenté d'une cape, blanche à l'extérieur et rose à l'intérieur.
Satori Tamaba (眠目さとり, Tamaba Satori)
Voix japonaise : Nozomi Nishida,
Elle possède de longs cheveux verts et lisses. Ses yeux jaunes sont décrits comme ceux « d'un poisson » par Nomura. Les autres disent qu'elle est une étrange créature se faisant passer pour une humaine. Elle porte un uniforme classique avec une ceinture violette, sur laquelle elle attache son fourreau.
Tsukuyo Inaba (因幡 月夜, Inaba Tsukuyo)
Voix japonaise : Natsumi Hioka,
C'est une jeune prodige aux longs cheveux blancs et aux yeux rouges. Bien qu'aveugle, elle est la plus forte des Cinq Épées Célestes et dispose d'une ouïe très développée arrivant même à suivre les combats rien qu'en entendant les bruits de pas ou des armes qui s'entrechoquent. Son style de combat est basé sur des mouvements rapides et des taillades profondes; elle et Nomura ont étudié un style à l'épée similaire. Elle est vêtue d'un kimono blanc et rouge.

### Personnages secondaires

#### Les mousquetaires d'Hanasaka
Tsunemi Tōko (東狐 常美, Tōko Tsunemi)
Voix japonaise : Miharu Sawada,
L'une des 3 mousquetaires d'Hanasaka. C'est une lycéenne de 3e année. C'est une utilisatrice de technique à l'éventail en fer. Elle a un tic de langage en terminant ses phrases par ~n (～ん).
Kinue Tanukihara (狸原 絹衣, Tanukihara Kinue)
Voix japonaise : Yuki Yamada,
L'une des 3 mousquetaires d'Hanasaka. C'est également une lycéenne de 3e année. Elle se bat en utilisant deux matraques. Elle met habituellement un crayon sur l'oreille.
Niko Saruwatari (猿渡 ニコ, Saruwatari Nico)
Voix japonaise : Natsumi Yamada,
Une lycéenne de 3e année. Elle porte toujours des lunettes. Elle reste souvent avec les mousquetaires d'Hanasaka. Elle est mécanicienne et utilise une clé à molette ou des écrous comme armes.
Kyōbō (キョーボー)
Voix japonaise : Saki Fujita,
Kyōbō est l'ourse de compagnie d'Hanasaka et est l'une de ses mousquetaires. Elle est d'apparence kawaii comme une yuru-chara, elle ne tient pas de préjugé et n'est ni hostile bien qu'elle peut être aperçu avec une apparence redoutable. Elle maîtrise certaines compétences de boxe. Elle a déjà un petit ourson appelé Dōmō (ドォーモー). Elle apprécie aussi énormément Nomura.

#### Les élèves de l'Institut Privé Aichi
Kirukiru Amō (天羽 斬々, Amō Kirukiru)
Voix japonaise : Eriko Matsui,
Une étudiante transférée qui a été envoyé à l'Institut Privé correctionnel Aichi pour avoir été à la tête d'un gang qui a été impliqué dans une énorme bagarre. Plus tard, elle est connue sous le nom d'« Impératrice » après avoir battu toute seule deux des Cinq Épées Célestes, Rin et Mary. Avant d'être transférée, elle a combattu contre Nomura. Amō tombe amoureuse de Nomura lorsque celui-ci se présente à elle pour la première fois et quand il a refusé d'être son subordonné. Elle fut d'ailleurs très jalouse de voir Nomura embrasser Rin.
Nono Mozunono (百舌鳥野 のの, Mozunono Nono)
Voix japonaise : Miku Itō,
La suivante de Rin, elle est au collège. Elle est utilise une matraque comme arme, avec laquelle elle emploie des techniques de l'école Jikishinkage.
Chōka U Barasaki (蝶華・U・薔薇咲, Barasaki U Chōka)
Voix japonaise : Akane Kohinata,
La suivante de Mary, elle également au collège. C'est une japonaise qui se fait passer pour une étrangère en portant une perruque et des lentille, son véritable nom est Chōka Ubaragasaki (鵜薔薇咲 蝶花, Ubaragasaki Chōka). Elle est utilise un fouet avec lequel elle le fait tournoyer le rendant ainsi très résistant et tranchant qu'une lame. Elle n'apprécie guère qu'on l'appelle Ūchoka (ウーチョカ).
Sassa Kurasaki (倉崎 佐々, Kurosaki Sassa)
Voix japonaise : Miharu Hanai,
Ui Migii (右井 右井, Migii Ui)
Voix japonaise : Shiori Mutō,
Kusuo Masukodera (増子寺 楠男, Masukodera Kusuo)
Voix japonaise : Tetsuharu Ōta,

## Production et supports

### Manga
L'artiste Karuna Kanzaki et l'écrivain Yūya Kurokami ont lancé la série dans le numéro de mai 2014 du Monthly Shōnen Ace, le magazine de prépublication de manga shōnen de Kadokawa, paru le 25 mars 2014,. La série s'est terminée dans le numéro d'août 2022 publié le 24 juin 2022,. Les trois premiers chapitres ont ensuite été disponible sur le site web ComicWalker. À ce jour, la série a été compilée en treize volumes tankōbon.

#### Liste des volumes
| no                                                                  | Japonais          | Japonais                                                                  |
| no                                                                  | Date de sortie    | ISBN                                                                      |
| ------------------------------------------------------------------- | ----------------- | ------------------------------------------------------------------------- |
| 1                                                                   | 25 octobre 2014   | 978-4-0410-2229-0                                                         |
| 2                                                                   | 26 février 2015   | 978-4-0410-2877-3                                                         |
| 3                                                                   | 25 juillet 2015   | 978-4-0410-3449-1                                                         |
| 4                                                                   | 26 février 2016   | 978-4-0410-4088-1                                                         |
| 5                                                                   | 26 juillet 2016   | 978-4-0410-4537-4                                                         |
| 6                                                                   | 25 mars 2017      | 978-4-0410-4538-1                                                         |
| 7                                                                   | 25 novembre 2017, | 978-4-0410-6307-1 (édition régulière) 978-4-0410-5638-7 (édition limitée) |
| EXTRA : L'édition limitée comporte une vidéo d'animation originale. |                   |                                                                           |
| 8                                                                   | 26 juillet 2018   | 978-4-0410-6929-5                                                         |
| 9                                                                   | 25 juin 2019      | 978-4-0410-6929-5                                                         |
| 10                                                                  | 25 février 2020   | 978-4-0410-9039-8                                                         |
| 11                                                                  | 25 novembre 2020  | 978-4-04-109040-4                                                         |
| 12                                                                  | 25 septembre 2021 | 978-4-04-111713-2                                                         |
| 13                                                                  | 26 août 2022      | 978-4-04-111714-9                                                         |

### Anime
En mai 2016, l'illustratrice de la série Karuna Kanzaki a tweeté qu'il y aurait une « annonce importante » concernant la série dans le numéro d'août du Monthly Shōnen Ace le 26 juin 2016,,. Le 19 juin 2016, Kadokawa a annoncé que la série recevrait une adaptation en anime,, avec des animations des studios Silver Link et Connect. L'anime est réalisé par Hideki Tachibana et écrit par Kento Shimoyama. Les chara-designs sont gérés par Shoko Takimoto et la musique est composée par Hiromi Mizutani de Team-MAX. La série est composée de 12 épisodes, dont le dernier a été diffusé le 21 juin 2017. Elle est diffusée pour la première fois au Japon le 5 avril 2017 sur AT-X, et un peu plus tard sur BS11, KBS, SUN, Tokyo MX, TVA et TVQ,.
Une vidéo d'animation originale est publiée avec le 7e volume du manga le 25 novembre 2017.
Miku Itō a réalisé l'opening de l'anime intitulé Shocking Blue; tandis que DECIDE, l'ending de la série, est interprété par les Cinq Épées Célestes, c'est-à-dire Yūki Takada (Rin Onigawara), Sayaka Kitahara (Mary Kikakujō), Nozomi Nishida (Satori Tamaba), Rina Hidaka (Warabi Hanasaka) et Natsumi Hioka (Tsukuyo Inaba).

#### Liste des épisodes
| No                                                           | Titre français                                        | Titre japonais                   | Titre japonais                        | Date de 1re diffusion |
| No                                                           | Titre français                                        | Kanji                            | Rōmaji                                | Date de 1re diffusion |
| ------------------------------------------------------------ | ----------------------------------------------------- | -------------------------------- | ------------------------------------- | --------------------- |
| 1                                                            | La Lame merveilleuse, Onigawara Rin                   | 素晴らしき刃「鬼瓦輪」           | Subarashiki yaiba “Onigawara Rin”     | 5 avril 2017          |
| 2                                                            | Bagarre au dortoir de la Chasteté                     | 「貞淑寮」騒乱                   | “Teishuku ryō” sōran                  | 12 avril 2017         |
| 3                                                            | La Lame juste, Kikakujō Mary                          | 麗しき刃「亀鶴城メアリ」         | Uruwashiki yaiba “Kikakujō Meari”     | 19 avril 2017         |
| 4                                                            | Les Jeux Warabinpiques!                               | 「ワラビンピック」開幕宣言！     | “Warabinpikku” kaimaku sengen!        | 26 avril 2017         |
| 5                                                            | La Lame folle d'amour, "Hanasaka Warabi"              | 愛狂しき刃「花酒蕨」             | Ai kuruoshiki yaiba “Hanasaka Warabi” | 3 mai 2017            |
| 6                                                            | La Trace d'un scandale                                | ある「スキャンダル」の覚え書き   | Aru “sukyandāru” no oboegaki          | 10 mai 2017           |
| 7                                                            | L'Épée douteuse, Satori Tamaba                        | 妖しき刃「眼目さとり」           | Ayashiki yaiba “Tamaba Satori”        | 17 mai 2017           |
| 8                                                            | Lui et Elle, les circonstances de son travestissement | 彼氏彼女オネエの「事情」         | Kareshi kanojo onē no “jijō”          | 24 mai 2017           |
| 9                                                            | Le Jour où l'amour s'est brisé                        | 「愛」が壊れた日                 | “Ai” ga kowareta hi                   | 31 mai 2017           |
| 10                                                           | La Terrible Lame, Tsukuyo Inaba                       | 恐ろしき刃「因幡月夜」           | Osoroshiki yaiba “Inaba Tsukuyo”      | 7 juin 2017           |
| 11                                                           | Le Jour que la balle reste dans le cœur               | 胸に残るあの日の「弾丸」         | Mune ni nokoru ano hi no “dangan”     | 14 juin 2017          |
| 12                                                           | Le Machiavélisme des filles                           | 少女達の「マキャヴェリズム」     | Shōjo-tachi no “makyaverizumu”        | 21 juin 2017          |
| OAV                                                          | Doki! Le Voyage de confort des Cinq Épées             | ドキッ！「五剣だらけ」の慰安旅行 | Doki! “Goken-darake” no ian ryokō     | 25 novembre 2017      |
| Note : Compris dans l'édition limitée du 7e volume du manga. |                                                       |                                  |                                       |                       |

## Accueil
Le quatrième volume de la série s'est placé à la 49e place du classement des mangas de l'Oricon, avec 16 180 exemplaires vendues.

### Œuvres
Édition japonaise
1. 1 2  (ja) « 武装少女マキャヴェリズム　（１） », sur Kadokawa Shoten (consulté le 2 mai 2017)
2. 1 2  (ja) « 武装少女マキャヴェリズム　（２） », sur Kadokawa Shoten (consulté le 2 mai 2017)
3. 1 2  (ja) « 武装少女マキャヴェリズム　（３） », sur Kadokawa Shoten (consulté le 2 mai 2017)
4. 1 2  (ja) « 武装少女マキャヴェリズム　（４） », sur Kadokawa Shoten (consulté le 2 mai 2017)
5. 1 2  (ja) « 武装少女マキャヴェリズム　（５） », sur Kadokawa Shoten,‎ 27 avril 2015 (consulté le 2 mai 2017)
6. 1 2  (ja) « 武装少女マキャヴェリズム　（６） », sur Kadokawa Shoten (consulté le 2 mai 2017)
7. 1 2  (ja) « 武装少女マキャヴェリズム　（７） », sur Kadokawa Shoten (consulté le 2 mai 2017)
8. 1 2  (ja) « 武装少女マキャヴェリズム　（７）オリジナルアニメＢＤ付き限定版 », sur Kadokawa Shoten (consulté le 2 mai 2017)
9. 1 2  (ja) « 武装少女マキャヴェリズム　（８） », sur Kadokawa Shoten (consulté le 19 juin 2018)
10. 1 2  (ja) « 武装少女マキャヴェリズム　（９） », sur Kadokawa Shoten (consulté le 4 juin 2019)
11. 1 2  (ja) « 武装少女マキャヴェリズム　（１０） », sur Kadokawa Shoten (consulté le 27 février 2020)
12. 1 2  (ja) « 武装少女マキャヴェリズム　（１１） », sur Kadokawa Shoten (consulté le 12 novembre 2020)
13. 1 2  (ja) « 武装少女マキャヴェリズム　（１２） », sur Kadokawa Shoten (consulté le 23 octobre 2021)
14. 1 2  (ja) « 武装少女マキャヴェリズム　（１３） », sur Kadokawa Shoten (consulté le 4 août 2022)